# 루블린현

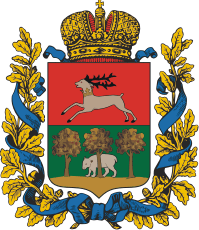
루블린현의 문장

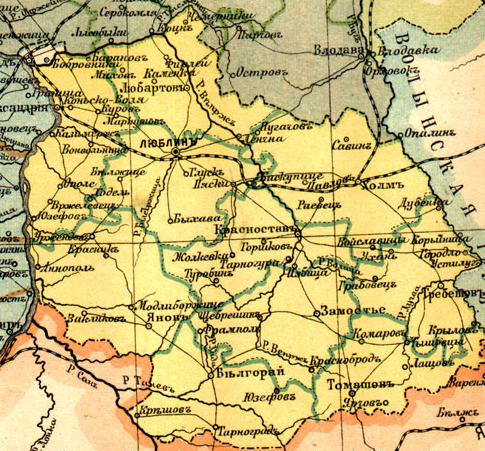
루블린현의 지도

루블린현(폴란드어: Gubernia lubelska, 러시아어: Люблинская губерния)은 1837년부터 1917년까지 존재했던 러시아 제국의 폴란드 입헌왕국의 현으로 현도는 루블린이며 면적은 16,831.7km2, 인구는 1,160,662명(1897년 당시 기준)이다. 1844년 포들라스키에현이 루블린현에 합병되었으며 1867년 시에들체현이 루블린현에서 분리되어 신설되었다. 1912년에는 헤움현이 루블린현에서 분리되어 신설되었다.